# Denisa Šátralová
Denisa Šátralová (solteira: Allertová; nascida em 7 de março de 1993) é uma tenista profissional tcheca inativa.
Casou-se no segundo semestre com o namorado de longa data e tenista da ATP Jan Satral no segundo semestre de 2019. No início do ano seguinte, estreou o novo nome no circuito: era Allertová, virou Šátralová.
A tcheca também é conhecida por "aposentar" Ana Ivanović: derrotou-a em sets diretos durante a primeira fase US Open de 2016. Foi o último jogo da carreira da sérvia.

## Finais

### Circuito ITF

#### Simples: 17 (10 títulos, 7 vices)
| Status                 | V–D                    | Torneio                            | Categoria       | Adversária              | Resultado      |
| Data                   | Data                   | Cidade/país                        | Piso            | Adversária              | Resultado      |
| ---------------------- | ---------------------- | ---------------------------------- | --------------- | ----------------------- | -------------- |
| Vice (10–7) Jul 2019   | Vice (10–7) Jul 2019   | Praga, Tchéquia                    | 60.000 saibro   | Tamara Korpatsch        | 5–7, 3–6       |
| Vice (10–6) Jun 2019   | Vice (10–6) Jun 2019   | Česká Lípa, Tchéquia               | 60.000 saibro   | Barbora Krejčíková      | 2–6, 3–6       |
| Vice (10–5) Fev 2019   | Vice (10–5) Fev 2019   | Trnava, Eslováquia                 | 25.000 duro (c) | Isabella Shinikova      | 1–6, 3–6       |
| Campeã (10–4) Mar 2017 | Campeã (10–4) Mar 2017 | Zhuhai, China                      | 60.000 duro     | Zheng Saisai            | 6–3, 2–6, 6–4  |
| Vice (9–4) Nov 2016    | Vice (9–4) Nov 2016    | Bratislava, Eslováquia             | 25.000 duro (c) | Andreea Mitu            | 2–6, 3–6       |
| Vice (9–3) Ago 2015    | Vice (9–3) Ago 2015    | Praga, Tchéquia                    | 75.000 saibro   | María Teresa Torró Flor | 3–6, 56–7      |
| Campeã (9–2) Set 2014  | Campeã (9–2) Set 2014  | Alphen aan den Rijn, Países Baixos | 25.000 saibro   | Teliana Pereira         | 6–3, ab.       |
| Campeã (8–2) Jul 2014  | Campeã (8–2) Jul 2014  | Plzeň, Tchéquia                    | 25.000 saibro   | Anastasiya Vasylyeva    | 6–1, 6–1       |
| Vice (7–2) Jul 2014    | Vice (7–2) Jul 2014    | Olomouc, Tchéquia                  | 50.000 saibro   | Petra Cetkovská         | 6–3, 1–6, 4–6  |
| Campeã (7–1) Jun 2014  | Campeã (7–1) Jun 2014  | Siófok, Hungria                    | 25.000 saibro   | Martina Borecká         | 6–2, 6–3       |
| Campeã (6–1) Jun 2014  | Campeã (6–1) Jun 2014  | Budapeste, Hungria                 | 25.000 saibro   | Adrijana Lekaj          | 7–66, 7–63     |
| Campeã (5–1) Abr 2014  | Campeã (5–1) Abr 2014  | Istambul, Turquia                  | 50.000 duro     | Yuliya Beygelzimer      | 6–2, 6–3       |
| Campeã (4–1) Mar 2014  | Campeã (4–1) Mar 2014  | Antália, Turquia                   | 10.000 duro     | Bibiane Schoofs         | 6–4, 6–3       |
| Campeã (3–1) Mar 2014  | Campeã (3–1) Mar 2014  | Antália, Turquia                   | 10.000 duro     | Barbora Krejčíková      | 6–3, 6–2       |
| Campeã (2–1) Jan 2013  | Campeã (2–1) Jan 2013  | Sharm el-Sheikh, Egito             | 10.000 duro     | Eugeniya Pashkova       | 6–2, 4–6, 7–61 |
| Campeã (1–1) Dez 2012  | Campeã (1–1) Dez 2012  | Antália, Turquia                   | 10.000 saibro   | Natalija Kostić         | 5–7, 7–5, 6–1  |
| Vice (0–1) Ago 2011    | Vice (0–1) Ago 2011    | Piešťany, Eslováquia               | 10.000 saibro   | Hilda Melander          | 3–6, 3–6       |

#### Duplas: 3 (2 títulos, 1 vice)
| Status                | V–D                   | Torneio          | Categoria     | Parceira         | Adversárias                     | Resultado |
| Data                  | Data                  | Cidade/país      | Piso          | Parceira         | Adversárias                     | Resultado |
| --------------------- | --------------------- | ---------------- | ------------- | ---------------- | ------------------------------- | --------- |
| Campeã (2–1) Jun 2014 | Campeã (2–1) Jun 2014 | Siófok, Hungria  | 25.000 saibro | Chantal Škamlová | Martina Borecká Petra Krejsová  | 6–1, 6–3  |
| Campeã (1–1) Mar 2014 | Campeã (1–1) Mar 2014 | Antália, Turquia | 10.000 duro   | Chantal Škamlová | Melis Sezer İpek Soylu          | 6–2, 6–1  |
| Vice (0–1) Out 2012   | Vice (0–1) Out 2012   | Solin, Croácia   | 10.000 saibro | Michaela Boev    | Lenka Juríková Chantal Škamlová | 5–7, 4–6  |